# Serene (піаністка)
Serene — азійсько-американська (AAPI) концертна класична піаністка та інформатик, яка створила розширення браузера Snowflake. Serene має величезний репертуар від Баха до Лігеті, виконала багато концертів, у тому числі концерт для фортепіано з оркестром № 3 (Рахманінов) на сценах по всьому світу, і визнана за свою музичну майстерність як „артистка Bösendorfer“. Вона також відома поєднанням музики і технологій, наприклад, програмуванням та виконанням разом з музичними роботами.

## Раннє життя та освіта
Serene — китаянка за етнічним походженням, емігрувала з Китаю у віці 6 місяців і в дитинстві вважала, що китайська та англійська — це одна мова. Її дитинство проходило в різних регіонах Північної Америки. Вивчила програмування у віці 9 років. Навчалася в Університеті Карнегі-Меллона, який закінчила у 2012 році й здобула ступінь з інформатики.
Serene є членом дорадчої ради Всесвітнього фонду етичних даних.

## Кар'єра музиканта
Станом на 2021 рік Serene отримала звання „Bösendorfer Artist“ за свою майстерність гри на фортепіано та використання фортепіано Bösendorfer, незважаючи на те, що вона ніколи не відвідувала консерваторію.
Serene запрошували на сольні концерти з оркестрами, перший з яких відбувся в Сан-Франциско в Herbst Theatre, де вона виконала концерт для фортепіано з оркестром № 2 (Рахманінов), який вивчила за 3 тижні. Вона виступала у Віденському Концертгаусі, де за один вечір виконала два концерти для фортепіано з оркестром — Сергія Рахманінова (№ 2) та Олександра Скрябіна під керівництвом Андрія Весела «Ton der Jugend Symphonieorchester». До пандемії Serene була композиторкою опери Каньє Веста «Мері» (2019), прем'єра якої відбулася в Art Basel та Лінкольн-центрі. Serene розучила концерт для фортепіано з оркестром № 3 (Рахманінов) протягом одного місяця та виконала і записала його з Македонським філармонійним оркестром. Вона виступала з Grimes, використовуючи музично-технологічні інновації з ЕЕГ (електроенцефалограмою) з реактивними візуальними ефектами, що генеруються в реальному часі, в поєднанні з фортепіанним виконанням. Вона виступала в самих різних місцях — від віденської філармонії до парку «Золота Брама» та всередині салону списаного Boeing 747 на фестивалі Burning Man. Вона випустила два мініальбоми: «Unraveling» (2019), збірку фортепіанних творів Моріса Равеля, та «Rachmaninoff Concert No. 3» (2020). Вона написала код для проєктування абстрактних, рухомих візуалізацій, що лежать в основі її виступів. Працюючи в Лас-Вегасі, Serene пов'язала звук із кодом, який вона написала для синестезійних ефектів частинок, що проєктувались на 360 градусів на стіни PORTAL в AREA15, співпрацюючи із засновником Blue Man Group Крісом Вінком над музично-технологічними проєктами.
У 2024 році Serene провела прем'єрний концерт фортепіанної робототехніки на об'єкті термоядерного синтезу, імпровізуючи з Джароном Ланьє.
Serene мріє виступати з фортепіанними концертами з музичними роботами в космічному просторі.

## Кар'єра програміста
Після закінчення навчання Serene, колишня хакерша, була однією з перших інженерів програмного забезпечення у Google Ideas (зараз це Jigsaw — група людей, які зосереджені на розробці рішень для допомоги людям, які страждають від репресій, переслідувань тощо) і стала автором різноманітних проєктів з відкритим вихідним кодом. Її першим проєктом в Google був uProxy, розширення браузера, що дозволяє користувачам обходити обмеження в інтернеті. Вона також працювала старшим науковим співробітником у Міжнародному інституті комп'ютерних наук у Берклі, Каліфорнія. У той час вона працювала над питаннями свободи інтернету і згодом створила плагін Snowflake для проєкту Tor у співпраці з Арло Брео і Девідом Файфілдом за фінансової підтримки Information Controls Fellowship Program Фонду відкритих технологій. «Сніжинка» стала відомою, коли її почали активно використовувати для приховування використання Tor від цензорів, створюючи враження, що здійснюється аудіо- або відеодзвінок. Serene також працювала в компанії Snowflake Inc..
Вона є автором і розробником програмного забезпечення Snowstorm, розвитку Snowflake («Сніжинка»), механізму маршрутизації з'єднань через волонтерські сервери в країнах без цензури, а в травні 2022 року заснувала власну технологічну компанію Snowstorm. У липні 2023 року Snowstorm оголосила, що залучила 3 мільйони доларів посівного фінансування під керівництвом Seed Club Ventures, за участі Cabrit Capital, Keppel Capital, EchoVC та Метта Девоста.

## Виноски
1. ↑  https://www.sn.at/kultur/musik/vom-computer-ans-klavier-pianistin-serene-im-konzerthaus-139117726
2. ↑  https://www.aapimusicians.com/post/serene
3. 1 2 3 4 5 6 7  Serene. Asian American Pacific Islander (AAPI) Musicians. 3 травня 2021. Процитовано 18 грудня 2021.
4. 1 2  SERENE | PIANIST. serenepianist.com (англ.). Процитовано 11 червня 2025.
5. 1 2  Lanier, Jaron. Inside a Fusion Startup's Insane, Top-Secret Opening Ceremony. Wired (амер.). ISSN 1059-1028. Архів оригіналу за 25 лютого 2025. Процитовано 12 червня 2025.
6. 1 2 3  Wie eine Ex-Google-Ingenieurin dabei hilft, Internet-Zensur zu umgehen. futurezone.at (нім.). 12 лютого 2023. Процитовано 17 лютого 2023.
7. ↑  Moreno, Johan. As The Internet Freedom Project Expands, Snowflake Becomes Snowstorm. Forbes (англ.). Процитовано 10 вересня 2023.
8. ↑  About Us. World Ethical Data Foundation (англ.). Процитовано 25 травня 2025.
9. ↑  Serene. Boesendorfer (англ.).
10. ↑  Ton der Jugend Symphonieorchester Wien / SERENE / Vesel. Wiener Konzerthaus (de-AT) . Процитовано 11 червня 2025.
11. 1 2  Nachrichten, Salzburger (22 травня 2023). Vom Computer ans Klavier: Pianistin Serene im Konzerthaus. Salzburger Nachrichten (нім.). Процитовано 10 вересня 2023.
12. ↑  serene (13 січня 2020). Rachmaninoff Concerto No. 3 | SERENE. Процитовано 11 червня 2025 — через YouTube.
13. ↑  Noontime Concerts - Serene, Piano. noontimeconcerts.org. Процитовано 10 червня 2025.
14. ↑  Pianist Brings Innovation, Master Class in Instrumental Expression to Groton. Groton. 9 листопада 2021. Процитовано 22 грудня 2021.
15. ↑  Pianist Serene Performs Virtually at Groton School. Groton Herald (англ.). 2 листопада 2021. Процитовано 17 лютого 2023.
16. ↑  Millstein, Lincoln (17 січня 2023). Self-taught pianist Serene to perform at Grace Farms. CT Insider.
17. ↑  Bratton, Benjamin H. (2015). The Stack: On Software and Sovereignty. Cambridge, Massachusetts: The MIT Press. с. 592. ISBN 978-0-262-02957-5.
18. ↑  Your private access to the open internet. www.uproxy.org. Архів оригіналу за 14 січня 2025. Процитовано 12 червня 2025.
19. ↑  Home · Wiki · The Tor Project / Anti-censorship / Pluggable Transports / Snowflake · GitLab. GitLab (англ.). Процитовано 25 лютого 2025.
20. ↑  McDevitt, Dan (18 березня 2017). Information Controls Fellows Reflect On Their ICFP Experience. Open Technology Fund. Процитовано 18 грудня 2021.
21. ↑  Küchemann, Fridtjof. Zugang für Iraner: Per Snowflake ins TOR-Netzwerk. FAZ.NET (нім.). ISSN 0174-4909. Процитовано 15 лютого 2023.
22. ↑  CIRCUMVENTION | Tor Project | Tor Browser Manual. tb-manual.torproject.org. Процитовано 25 лютого 2025.
23. ↑  Binder, Matt (10 лютого 2023). Snowflake helped Tor users thwart Russian censorship. Now the VPN is branching out as Snowstorm. Mashable (англ.). Процитовано 15 лютого 2023.
24. ↑  Snowstorm. Snowstorm (англ.). Архів оригіналу за 14 травня 2025. Процитовано 12 червня 2025.
25. ↑  SNOWSTORM ❆ (@snowstormnet@mastodon.social). Mastodon (укр.). Процитовано 12 червня 2025.
26. ↑  Castro, Chiara (1 березня 2023). Snowstorm: the bridge to reconnect a splintering web. TechRadar (англ.). Процитовано 9 березня 2023.
27. ↑  Newman, Jared (8 лютого 2023). Snowstorm is a censorship-blocking VPN that might actually work. Fast Company. Процитовано 15 лютого 2023.
28. ↑  published, Chiara Castro (8 березня 2024). 9 women in cybersecurity you may not know but you should follow in 2024. TechRadar (англ.). Процитовано 12 червня 2025.
29. ↑  Shu, Catherine (19 липня 2023). Snowstorm raises seed to keep the internet free. TechCrunch. Процитовано 22 серпня 2023.